# Corner de John Lyon sur le blé en 1871 à Chicago
Le corner de John Lyon sur le blé en 1871 à Chicago est l'un des trois plus gros corners du XIXe siècle sur le Chicago Board of Trade,  à une époque où les négociants américains de la région des Grands Lacs voient leur surface financière et leurs ambitions croître rapidement. Les auteurs de cette manipulation de marché, à l'œuvre dès 1868, ont subi des mesures disciplinaires prises par les autorités du marché à terme à la suite de décisions durcissant la réglementation prise en 1869. 

## Histoire
Le corner de 1871 à Chicago est précédé par une période très spéculative sur le marché à terme de Chicago, en raison de construction de grands silos-élévateurs sur fond d'une vague d’innovation dans les  techniques de stockage des céréales. Dès 1866, le jeune Benjamin P. Hutchinson se fait remarquer par une spéculation sur le blé, qu'il va ensuite répéter à grande échelle en 1888. Les négociants observent ensuite que 1868 est l'année des corners à Chicago, trois sur le blé et deux sur le maïs, quasiment un tous les mois, selon l'historien de la ville, Alfred Theodore Andreas, créateur de la “Western Historical Company. 
Le négociant Angus Smith, né à Michigan en 1822, émigre ensuite à Milwaukee, après être passé par Sandusky. Il sera le principal soutien de John Lyon pour un autre "corner" sur le blé, organisé en 1868, sur le contrat à terme sur le blé qui expire le 30 juin 1868. En mai et juin le duo achète près d'un million de boisseaux via le contrat expirant le 30 juin. Le 24 juin, l'article quotidien sur les marchés dans le Chicago Tribune décrit un sentiment répandu estimant qu'il y a quelque chose de pas naturel dans les cours. À l'échéance du contrat, le cours grimpe à 2,20 dollars, 10 % de plus que le prix du même blé à New-York. Le cours chute ensuite de 35 cents, sans acquéreurs, dans les 3 minutes qui suivent l'expiration du contrat (prévue à 15 heures), selon le Chicago Tribune. Ce premier corner  a donc réussi son objectif en grande partie.
Le Chicago Tribune décrit ensuite la peur parmi les opérateurs du marché de Chicago, qui craignent que la fortune amassée par le duo ayant réussi son corner sur le blé ne soit réinvestie dans un nouveau corner sur les échéances suivantes. En septembre, la pression haussière reprend, mettant en difficulté la firme du président du CBOT Even E. V. Robbins, qui démissionne de cette fonction.
Le 13 octobre, le conseil d’administration du CBOT vote un texte qui reconnait que la pratique des corners a été trop longtemps tolérée, par le CBOT et d'autres marchés, alors qu'elle est «frauduleuse et impropre». Le CBOT autorise les futures victimes à demander l'intervention d'une commission spéciale contre les conflits d'intérêts, qui peut signaler l'existence d'un corner et autoriser ses victimes à livrer à l'échéance des contrats des qualités de céréales inférieures à celles mentionnées dans le contrat, mais aussi à bannir du marché à terme les auteurs de corner.
En 1869, Angus Smith prend la tête d'un groupe d'investisseurs, qui inclut Jesse Hoyt de New York, et qui offre 4 millions de dollars empruntés en obligations pour acheter à la fois la Western Union, alors un opérateur de télégraphe majeur, et la société de stockage "Racine Warehouse and Dock Compan"y, mais sans y parvenir. Angus Smith devient actionnaire de la Milwaukee and Mississippi Railway Company, et fait construire  de grands  silos-élévateurs, un premier de 300000 boisseaux, puis un second, plus grand, de 800000.
Il va ensuite mettre à profit un incendie ayant éliminé six grands silos-élévateurs de la région de Chicago, le 6 octobre 1871, ce qui a réduit la capacité de stockage de blé de 8 millions à 5,5 millions de boisseaux. Un négociant important en blé, John Lyon forme alors une coalition avec Hugh Maher, autre négociant important en blé, et le courtier du marché à terme de Chicago P.J. Diamond, ainsi qu'Ira Y. Munn, propriétaire de silos-élévateurs et Thomas Chisolm, de Toronto. Au printemps 1872, ils commencent à monopoliser l'offre de blé pour juillet et le cours grimpe à 1,16 dollar le boisseau début juillet et même 1,35 à la fin du mois. Le 5 août, un autre silo brûle et les stocks diminuent de 0,3 million de boisseaux, sur fond de rumeurs sur une mauvaise météo pour les récoltes, le cours grimpe à 1,50 dollar le 10 août puis 1,61 dollar le 15 août, avant de retomber, sous un afflux d'offre soudain. La presse professionnelle décrit alors un climat "frénétique" sur le marché à terme.
Des lampes sont expédiées par le chemin de fer aux fermiers des Grands Lacs pour qu'ils puissent moissonner plus vite, la nuit. Les capacités de stockage sont très rapidement reconstituées. Elles vont totaliser 10 millions de boisseaux, soit 2 millions de plus qu'avant l'incendie de 1871. De plus, le circuit du blé s'inverse : alors qu'il est traditionnellement expédié de  Chicago à Buffalo pour aller ensuite vers le littoral atlantique le long du canal Érié, dès août 1872 le blé voyage dans l'autre sens, pour être vendu aux spéculateurs, qui sont en droit d'en exiger livraison de par leurs positions importantes sur le marché à terme. Cependant, leurs anticipations et leurs ressources financières se révèlent inadaptées, les banquiers de Chicago refusant de leur faire crédit. William F. Coolbaugh, de l'Union National Bank, refuse en particulier d'accorder aux spéculateurs un prêt d'un million de dollars, ce qui fait retomber les cours. Ils ont eu beau contrôler jusqu'à 6 millions de boisseaux, ils ont finalement perdu environ 0,75 million de dollars.
Les auteurs de cette manipulation de marché ont subi des mesures disciplinaires prises par les autorités du marché à terme. Un corner sur le maïs est ensuite tenté en 1874 par un autre spéculateur, Jack Sturges, mais il donne des résultats désastreux. Il est par ailleurs banni du marché à terme, en vertu de décisions durcissant la réglementation prise en 1869. 